# Philippe Bouchet
Philippe Bouchet (13 agosto 1953) è un biologo francese i cui campi scientifici primari di studio sono la Malacologia e la Tassonomia Biologica.

## Biografia
Lavora al Museo nazionale di storia naturale di Francia a Parigi. Egli è anche un Commissario della Commissione Internazionale di Nomenclatura Zoologica.
Egli è forse più noto per la sua pubblicazione con Jean-Pierre Rocroi che ha stabilito una nuova tassonomia della classe Gastropoda, pubblicata nel 2005.
Egli ha nominato oltre 500 nuovi taxa di molluschi, e numerosi taxa sono stati chiamati in suo onore.

## Successi professionali
Bouchet è professore presso il Museo Nazionale di Storia Naturale di Parigi, ed è responsabile del laboratorio Malacologia e l'Unità di Raccolta Tassonomica. Egli è anche uno dei commissari della Commissione internazionale sulla nomenclatura zoologica ed è stato un membro dell'ICZN dal 1990.
Philippe Bouchet è coeditore di diversi volumi della serie Tropical Deep-Sea Benthos
Nel 2005, Bouchet è stato l'autore principale (con Jean-Pierre Rocroi) di una tassonomia dei Gastropoda, pubblicato in un articolo intitolato "Classificazione e Nomenclatura della famiglia Gastropoda", pubblicato sulla rivista Malacologia.
Bouchet è il capo della Panglao Marine Biodiversity Project del 2004.

## Taxa classificati e taxa nominati in suo onore
Dalla fine del 2010, Bouchet ha descritto (da solo o insieme ad altri) più di 500 nuove specie, principalmente gastropodi. Più di 70 nuove specie sono state nominate in suo onore. Bouchet è stato onorato da Houart & Héros nel 2008 con un nuovo genere che porta il suo nome: Bouchetia. E nel 2012, Bouchet è stato onorato con una famiglia (e genere) di gasteropodi che portano il suo nome: Bouchetispiridae (e Bouchetispira) da Kantor, Strong & Puillandre.

## Premi
Nel 2001 a Bouchet è stato insignito il Premio Scienze Marine dell'Accademia francese delle scienze per il suo lavoro sulla migrazione verticale delle larve dei gastropoda.

## Pubblicazioni
Le sue pubblicazioni come autore or co-autore sono numerose. Qualche esempio è elencato sotto:
- (EN) P. Bouchet, Revision of the Northeast Atlantic Bathyal and Abyssal Turridae (Mollusca, Gastropoda), in J. Mollus. Stud. (1980) 46 (Supplement 8): 1-119., DOI:10.1093/mollus/46.Supplement_8.1. URL consultato il 3 maggio 2019 (archiviato dall'url originale il 10 dicembre 2016).
- (EN) Philippe Bouchet and Marco Taviani, The Mediterranean deep-sea fauna: pseudopopulations of Atlantic species?; Deep Sea Research Part A. Oceanographic Research Papers, Volume 39, Issue 2, February 1992, Pages 169-184, DOI:10.1016/0198-0149(92)90103-Z.
- (EN) P. Bouchet, The magnitude of marine biodiversity (PDF), 2006.
- (EN)  Bouchet P. & Mermet G. (photographer) (2008). Shells 168 pp., ISBN 978-0-7892-0989-4
- (FR) Philippe Bouchet, Hervé Le Guyader, Olivier Pascal, Des voyages de Cook à l'expédition Santo 2006: un renouveau des explorations naturalistes des îles du Pacifique, in Journal de la Société des Océanistes, n. 126-127, 2008.

| Bouchet è l'abbreviazione standard utilizzata per le specie animali descritte da Philippe Bouchet. Categoria:Taxa classificati da Philippe Bouchet |